# Swarthmoor
Swarthmoor – wieś w Anglii, w Kumbrii, w dystrykcie (unitary authority) Westmorland and Furness. Leży 80 km na południe od miasta Carlisle i 359 km na północny zachód od Londynu. W 2015 miejscowość liczyła 1065 mieszkańców.